# Claudine Herrmann
 (octobre 2016).
 (octobre 2016).
Si vous disposez d'ouvrages ou d'articles de référence ou si vous connaissez des sites web de qualité traitant du thème abordé ici, merci de compléter l'article en donnant les références utiles à sa vérifiabilité et en les liant à la section « Notes et références ».
Pour les articles homonymes, voir Herrmann.
Ne doit pas être confondu avec Claudine Hermann.
Claudine Fanchette Herrmann, née le 19 novembre 1926 à Schaerbeek (Belgique) et morte le 10 décembre 2019 à Biarritz,, est une avocate, auteure, éditrice et essayiste belge. Elle est également une pionnière du féminisme.

## Parcours
Issue d'une famille d'universitaires français, elle a passé les deux baccalauréats avec mention (latin, grec, philosophie) au lycée français de New York en 1943 — 1944. Elle étudie ensuite le droit à Paris et reçoit un doctorat en droit et histoire du droit en 1954 (mention bien). Elle passe également un doctorat en économie politique. Elle devint avocate à la Cour de Paris après avoir prêté serment en 1949 ; elle obtient le prix de l'Union des jeunes avocats la même année, et le prix Durandy décerné par la Conférence du stage en 1953.
Quelques années plus tard, à la suite d'une convention internationale établissant un jumelage entre les facultés de droit de Paris et de Kaboul, Claudine Herrmann est envoyée en mission à Kaboul par le doyen de la faculté de droit de Paris, Gabriel Le Bras, pour enseigner aux premières jeunes filles admises à l'université de Kaboul[réf. nécessaire]. Cette mission terminée, en 1965, elle participe au séminaire international organisé par Henry Kissinger à l'université Harvard. Peu après, elle enseigne la littérature française à l'université du Colorado à Boulder (visiting professor, 1967 — 1969) et à l'université du Massachusetts à Boston (visiting professor 1970 — 1971), et devient professeur associé à l'université de Boston (1970 — 1977). Elle enseigne également à l'université Tufts en 1978, et à Paris-VIII en 1983.

## Activités
Activement féministe, elle écrit le premier ouvrage français de critique féministe, Les Voleuses de langue, qui sera traduit en allemand par Dorothéa Muenk (Sprachdiebinnen, éditions Frauen Offensive) en 1977 et en anglais par Nancy Kline (The Tongue Snatchers, University of Nebraska Press) en 1989. Elle a écrit un grand nombre de critiques féministes et donné un certain nombre de conférences dans le même esprit.

Claudine Herrmann partage sa vie entre Boston aux États-Unis, dont elle apprécie les magnifiques bibliothèques, et Biarritz, où elle a mis en ordre et annoté la correspondance entretenue par ses parents pendant la Première Guerre mondiale (Éclats de guerre et d'amour, paru aux éditions Z4) ainsi qu'un roman de sa mère, Hélène Manon, La Main tendue.

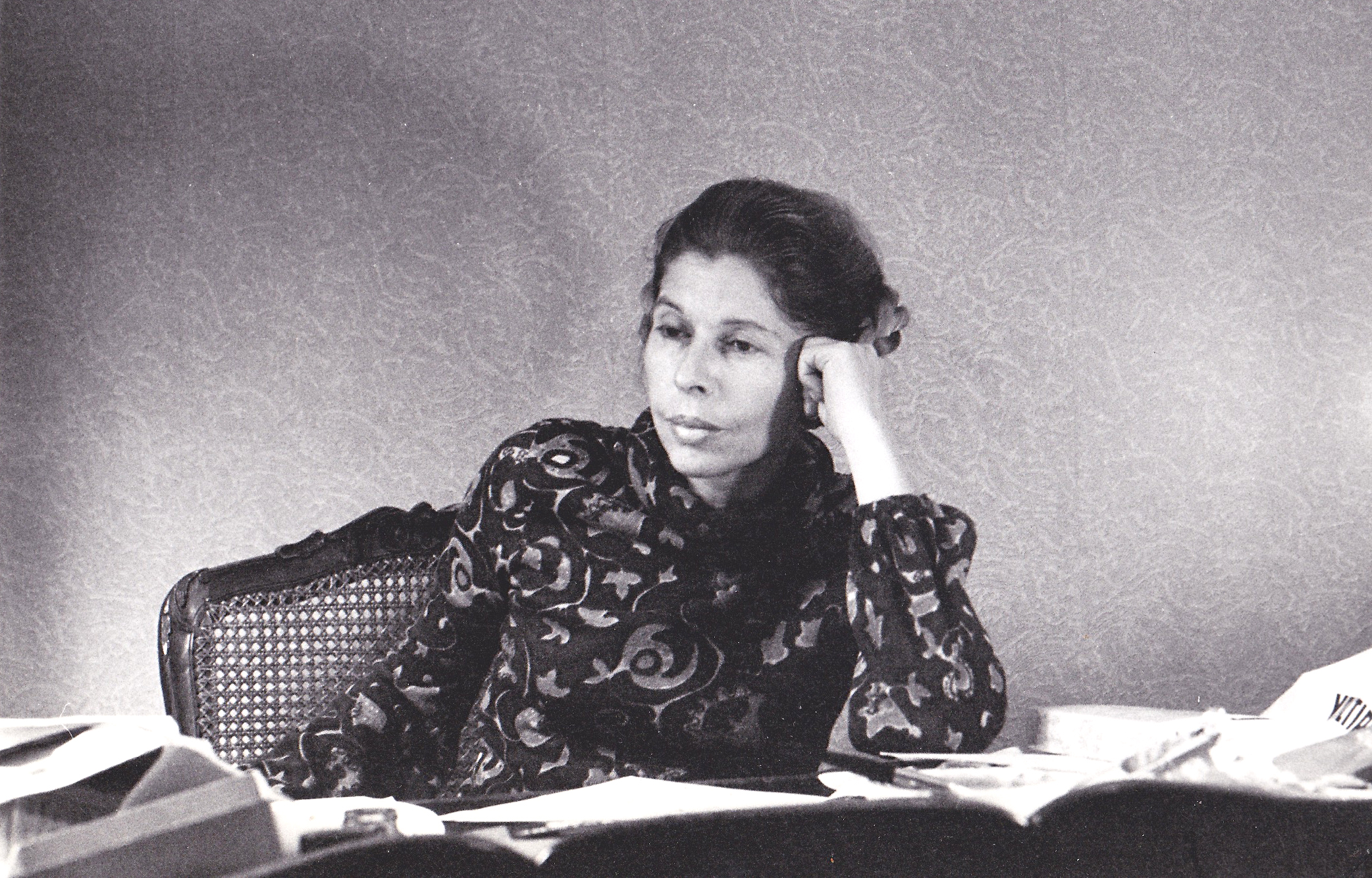
Claudine Herrmann à son bureau, vers 1980. Portrait de Francis Serig.

### Ouvrages littéraires
- 1958 : L'Étoile de David, Gallimard, 1958 (publié par Albert Camus)[6].
- 1961 : Maître Talmon, Gallimard[7], 1961.
- 1963 : Le Cavalier des steppes, Gallimard[8], 1963.
- 1965 : Le Diplôme, Gallimard[9], 1965.
- 1976 : Les Voleuses de langue, Des femmes (traduit en anglais et en allemand)[3],[10], 1976.
- 1998 : Delphine Seyrig telle que je l’ai connue, Paris, 1998.
- 2008 : Lévi-Strauss, l'homme derrière l'œuvre, J.C. Lattès, 2008 (participation)[11].

### Traductions
- Les Italiens de Luigi Barzini, Gallimard.

### Éditions (préface et notes)
- Claire de Duras, Ourika, Paris, Des femmes, 1979.
- Corinne, Paris, Des femmes, 1979.
- Madame de La Fayette, Histoire de Madame Henriette d'Angleterre, Paris, Des femmes, 1979.
- Caliste, Paris, Des femmes, 1980.
- Sarah Bernhardt, Ma double vie, Paris, Des femmes, 1980.
- Madame Vigée-Lebrun, Souvenirs, Paris, Des femmes, 1962.
- Claire de Duras, Édouard, Mercure de France, 1983, réédité en 2005.
- Hélène Manon et Léon Herrmann, Éclats de guerre et d’amour, Z4 éditions, 2015.
- Hélène Manon: La Main tendue, Z4 éditions, 2015.

### Articles et essais
- In Favor of Slow Motion Reading, Boston University Journal 2-3, 1972.
- Those Lady Savages, Boston University Journal, 1973.
- Chateaubriand et les sauvages d'Amérique, Bulletin de la Société Chateaubriand, 1973.
- Le Sexe du langage, La Quinzaine littéraire, 1974.
- La Gigue de Sir Roger (en collaboration avec Jill Dunbar et Francis Seyrig), Sub-Stance, Madison (Wisconsin), no 10, 1974.
- De la magicienne à la sorcière, Sorcières no 5, 1976.
- Une tentative de Monique Wittig pour récupérer le langage, La Quinzaine littéraire, 16 octobre 1976.
- Les Difficultés du langage écrit, Sorcières no 7, 1976.
- Sur Madame de Villedieu, Des femmes en mouvement, avril 1976.
- La Chute de la Maison Usher et l'Art du dédoublement, Les Cahiers du double, 1981.
- Madame de Duras, Annuaire de l'Académie des sciences d'outre-mer, Paris, 1981.
- Le Combat de Mademoiselle de Gournay contre les Grammairiens, Actes de Fordham 17, 1983.
- Réflexions sur le tombeau de Charlemagne, Bulletin de la Société Chateaubriand, 1996.
- The Dramatic Motive of Incest in King Lear (en collaboration avec Nicholas Kostis), The Shakespeare Society Japan, 2002.
- Le Caractère fantastique des gravures illustrant Don Quichotte, Don Quichotte illustré par Alexeieff, Fondation Art ex East, 2011.

### Écrits juridiques
- Le Cas d'Atilius Regulus, Naples, JURA, Jovene, vol.14, 1963.
- Le Rôle judiciaire et politique des femmes sous la République romaine, Bruxelles, éditions Latomus, 1964.
- Du don primitif à la donation du Code civil, Paris, revue Esprit, 1974.
- Viol et Violence, Paris, Les Temps modernes, 1977.
- Viol et Répression, Paris, Les Temps modernes, 1978.

### Conférences
- 1959 : "Club du Faubourg", Paris, "L'Étoile de David".
- 1965 : "The Novel in a World of Tension" Harvard University (International Seminar).
- 1970 : Les Structures de la littérature française, University of Massachusetts, Boston.
- 1971 : "Chateaubriand et Lévi-Strauss" Association of the teachers of French.
- 1973 : "Souvenirs d'Orient" Salon Français, Boston.
- 1977 : "Colloquium on Feminism" Wellesley College. Wellesley.
- 1977 : "Panel on women writers" Brown University, Providence.
- 1980 : L'Écriture féminine L'École Normale Supérieure, Paris
- 1981 : "L'ennemi caché de la femme " New York University , New York.
- 1982 : "Corinne ou la Femme de Génie"Société des Études Staëliennes", Coppet.
- 1983 : "Le XVIIe siècle féminin" Association for the French Seventeenth century, Lincoln Center, New York.
- 1983 : Le Combat de Mademoiselle de Gournay contre les grammairiens, Biblio 17, Fordham.
- 1984 : participation à un colloque de l'association pour une éducation non-sexiste, présidé par Catherine Valabrègue, les 17 et 18 octobre, Paris.
- 1976 : émission Les Chemins de la Connaissance (juin).
- 1976 : émission Masculin et Féminin (juin).
- 1979 : émission radio Panorama, interview de Laure Adler (12 juillet).
- 1979 : émission  radio Agora, interview de Gilles Lapouge, (8 octobre).
- 1979 : émission radio Nourriture, dirigée par Colette Garigue.
- 1979 : Sarah Bernardt, interview dirigé par Françoise Malettra.
- 1979 : Regard sur les femmes, interview à la télévision dirigé par André Bourin (12 juin).
- 1980 : "Madame de Charrière", radio -Suisse romande, interview de Paule Chavasse.
- 1981 : Aujourd'hui Madame, interview à la télévision de Jacques Garat.
- 1999 : Radio Suisse romande, interviewer : Jacqueline Veuve (novembre).
- 2006 : "Sur l'Afghanistan" Association culturelle de Biarritz, Biarritz.
- 2015 : Souvenirs d'Alexandre Alexeieff, musée-château d'Annecy, le 16 juin, Annecy.
- 2016 : Sur la guerre de 14, La Lucarne des Écrivains", 115 rue de l'Ourcq à Paris.

### Cinéma
- 1999 : participation au film de Jacqueline Veuve sur Delphine Seyrig : Portrait d'une comète.